# Астрофизичен институт „Фесенков“
Астрофизичният институт „Василий Фесенков“, съкращавано като АФИФ, в Алмати е водеща научна организация за фундаментални изследвания в областта на астрономията и астрофизиката в Казахстан.
Той е дъщерно дружество на Националния център за космически изследвания и технологии към Аерокосмическия комитет на Република Казахстан. Базите за астрономическите наблюдения на института са включени в списъка на стратегическите обекти на страната.
От 2012 г. институтът е член на Международния астрономически съюз и влиза в Регионалното подразделение за развитие на астрономията в Югозападна и Централна Азия (SWCA ROAD).

## Създаване
Институтът е основан през 1941 г. от руския астроном Василий Фесенков и носи неговото име от 1989 г. Повод за създаването му е преминаването на линията на пълното слънчево затъмнение от 21 септември 1941 г. през територията на Казахстан.
През пролетта на 1941 г. се планира да се подготвят 28 експедиции до Казахстан, за да се наблюдава това явление от различни академични институти и университети на СССР. Великата отечествена война, започнала на 22 юни през същата година, обаче променя плановете. Въпреки трудното военно положение, за околностите на тогавашна Алма-Ата (днес Алмати) заминават 7 експедиции от Москва и Ленинград, макар и в значително намален формат. След приключването на работата става ясно, че членовете на експедициите няма къде да се върнат – Ленинград вече е стегнат в блокаден пръстен, а немските войски се намират на няколко десетки километра от Москва. Поради това много от тях остават евакуирани в Алм-Ата. Сред тях са изключителни астрономи като академик Василий Фесенков, член-кореспондентите Гавриил Тихов, Борис Воронцов-Веляминов, Николай Парийски и други.
Условията за създаване на астрофизичен институт в Казахстан в онзи момент са доста добри – прекрасен климат за астрономически наблюдения, голям персонал от евакуирани научни работници, близост на планина до града, както и липсата на академични институции с подобен профил в страната. На 10 октомври 1941 г., по предложение на Фесенков, Съветът на народните комисари издава указ за откриването на Институт по астрономия и физика (ИАФ) в Казахстан. Благодарение на усилията на геолога Каниш Имантаевич Сатпаев, първият президент на Академията на науките на Казахстан, са намерени средства за създаването и развитието на инфраструктурата на ИАФ.

## Обсерватория „Каменско плато“
През първите години от съществуването на ИАФ се извършват изследователски работи по спектроскопия и атмосферна оптика. Голям недостатък е липсата на необходимата основа за провеждане на астрономически наблюдения. През 1943 г. Фесенков предлага създаването към института на голяма обсерватория близо до Алма-Ата. Въз основа на проучването на климата в няколко местности, за тази цел е избран районът на Каменското плато, разположено на надморска височина от 1450 м, в подножието на Заилийски Алатау. Строителството започва през 1947 г., а сградата на института е построена от японски военнопленници.
През 1948 г. обсерваторията „Каменско плато“ е изградена и започват първите астрономически наблюдения с 50-сантметров рефлекторен телескоп, получен като репарации от Германия. Днес той се използва само за наблюдения от екскурзианти. В началните години от съществуването си тя се нарича Планинска астрофизична обсерватория.
В наши дни обсерваторията разполага с 4 телескопа, които се използват за наблюдение на галактики, звезди, планети и геостационарни спътници. Това са:
- АЗТ-8 – с него се извършват наблюдения а спътници и планетарни мъглявини.[3]
- Цайс-600 – извършват се спектрофотометрични наблюдения на планетите.[3]
- 70-см рефлекторен телескоп, получен през 1964 г., предназначен за спектрални и фотометрични изследвания. През 1988 г. с него са направени повече от една четвърт от всички наблюдения в света на своеобразните галактики на Маркарян.[2]
- АСИ-2 – първият телескоп от системата на Дмитрий Максутов, инсталиран в СССР. Ползва се за изследване на фината структура на газови и прахови мъглявини.[3]

## 1950 – 1990
През 1950 г. институтът се разделя на два независими института – астрофизичен (АФИФ) и физико-технически (ФТИ). По това време изграждането на административната сграда, по проект на архитект Алексей Шчусев, е завършено на Каменското плато и инструментариумът е попълнен с нови телескопи. В обсерваторията пристига първият в света стационарен менискусен телескоп на Максутов. Фотографските изображения, направени с негова помощ, са в основата на Атласа на газообразните мъглявини от 1953, създаден в АФИФ от Василий Фесенков и Д. Рожковски.
В средата на 50-те години се появяват нови научни направления. През 1954 г., близо до Голямото алматинско езеро, е пусната в експлоатация станция за изследване на Слънцето. Оборудвана е със слънчев коронограф, а след това с фотосферно-хромосферен рефрактор и слънчев телескоп с интегрирана настройка. Техническото оборудване на станцията дава възможност да се извършват подробни проучвания на фината структура на хромосферата и фотосферата, както и на слънчевата корона.
Изстрелването на първия изкуствен спътник на Земята през 1957 г. бележи началото на нова ера в науката и технологиите. В Астрофизичния институт са организирани астрометрични наблюдения на Спутник-1 и на следващите изкуствени сателити. За оперативна обработка на резултатите от измерванията е създаден изчислителен център, оборудван с новия за времето си компютър Урал-1.
По онова време военно-промишленият комплекс на страната има нужда от специални астрономически каталози за навигационните системи на космически кораби, както и за калибриране на приемно-записващото оборудване. Това дава тласък в института за развитието на точни спектрофотометрични изследвания. През 1978 г. под ръководството на казахстанския учен А. В. Харитонов, институтът публикува „Свободен спектрофотометричен каталог на звездите“, който включва 602 обекта. През 1988 г. е издаден и още един, нов „Спектрофотометричен каталог на звездите“, съдържащ информация за 1159 стандартни звезди. Тези каталози остават най-обширните сред подобни публикации не само в Съветския съюз, но и в света.
След смъртта през 1960 г. на академик Гавриил Тихов, един от основателите на казахстанската астрономия, астроботаническият сектор, който той основава, става част от Астрофизичния институт и е трансформиран в лаборатория по физика на Луната и планетите. На базата на проведените спектрални и фотометрични наблюдения, учените от лабораторията създават карта на разпределението на нормалното албедо на Марс. Създават и модели на образуване на облаците на планетите-гиганти и техните динамични промени.

## Обсерватория Аси-Турген
Бързото развитие на Алма-Ата в следвоенните години оказва осезаемо отрицателно въздействие върху астрономическите наблюдения, извършвани на платото Каменск. Появата на смог и многобройните светлини на града довеждат до все по-голямо влошаване на качеството на наблюденията. Затова през 1981 г., след обстойни проучвания, се изгражда новата обсерватория Аси-Турген, на 100 км източно от града. Разположена е на платото Аси-Турген, на 2750 м надморска височина, на 75 км източно от Алма-Ата, далеч от големи населени места и с добри астроклиматични условия. Областта се характеризира с висока стабилност на атмосферата, а средният брой на ясните нощи годишно е 178.
Първият телескоп е еднометров рефлектор от системата Ричи-Кретиен, произведен от немската фирма Карл Цайс. С него започва систематично изследване на променливи звезди, млади обекти и на двойните симбиотични звезди. До 1991 г. са издигнати две кули за телескопи, хотелски блок и е получен еднометров телескоп.
В началото на 80-те години на същото място започва изграждането на нова кула с височина 45 м, предназначена за монтирането на 1,5-метров телескоп. Поради тежката криза след разпадането на СССР строителството е замразено. През 2017 г. в Аси-Турген е въведен в експлоатация най-големият в Казахстан 1,5-метров рефлекторен телескоп АЗТ-20. Извършен е основен ремонт на уникалния 45-метров павилион, подготвен за този телескоп и е инсталирано асансьорно оборудване.

## 1990 – 2020
Годините на разпадането на СССР и ерата на 90-те се оказват труден период за института, както и за много други научни институции в Казахстан. Финансирането за научни програми е значително намалено, което води до сериозен отлив на квалифициран персонал от АФИФ. Загубени са много връзки с други обсерватории, университети и изследователски институти на бившия Съветски съюз.
През този период започва постепенното преминаване от аналогови към цифрови технологии в областта на наблюдателната астрономия. На 22 март 2000 г. в обсерваторията на Каменското платое е инсталирана първата цифрова камера, заместваща остарелите фотоумножителни тръби и фотографските плочи. Две години по-късно подобна актуализация на звукозаписното оборудване е направена и в обсерваторията Аси-Турген.

## Тян-Шанска астрономическа обсерватория (ТШАО)
Тян-Шанската астрономическа обсерватория се намира в района на езерото Голям Алмати на надморска височина от 3000 метра. Основана е през лятото на 1957 г., като част от програмата на Международната геофизична година, като постоянно място на експедиции. През 1962 г. се превръща в постоянна наблюдателна станция, а по-късно – в обсерватория. През 1994 г. обсерваторията става структурна единица към Астрофизичния институт „Фесенков“.
През 2007 г. обсерваторията е ремонтирана основно, а през 2014 г. завършва и модернизацията на телескопите. Има два телескопа АЗТ-14, система Касегрен, доставени през 1966 г. и 1983 г., като първият се използва само за наблюдения от туристи. Има и един 360-милиметров самоделен Ричи-Кретиен, свързан паралелно към АЗТ-14. Разполага и с един телескоп от системата Шмит, произведен в ГДР. Притежава и два еднометрови телескопа Цайс-1000, инсталирани през 1991 г. и модернизирани през 2013 – 2014 г. с електронна система за управление. Има възможност телескопите да се управляват дистанционно от всяка точка на света.
В последните две обсерватории се извършват редовни спектрални и фотометрични наблюдения на променливи звезди, бели джуджета и изкуствени спътници на Земята.

## Научна дейност
От самото си създаване АФИ извършва не само наблюдателни и експериментални дейности, но и теоретични изследвания. Интерес представлява работата по динамичната еволюция на двойните звезди с корпускулярно излъчване, започната от Фесенков и продължена от Григорий Идлис и Тукен Омаров. Тя оказва значително влияние върху разбирането на кинематичните процеси на звездните системи.
В съвремието научната дейност на института включва астрономически наблюдения, теоретични изследвания и компютърни симулации. Астрономическите наблюдения се извършват в трите наблюдателни бази, разположени в планините около Алмати и са фокусирани върху изучаване на процесите в Слънцето и атмосферите на планетите-гиганти, наблюдение на изкуствени земни спътници, наблюдение на астероиди, физика на кометите, междузвездната среда и мъглявини, спектрофотометрия на активни галактики.
Основните области на теоретичните изследвания включват звездна динамика и изчислителна астрофизика, небесна механика, изучаване на активни галактически ядра въз основа на числени симулации, разработване на космологични модели на Вселената, изследване на формирането и еволюцията на структурите във Вселената, както и природата на тъмната материя и тъмната енергия.

## Лаборатории

### Лаборатория по физика на звездите и мъглявините
Изследванията са фокусирани върху фундаменталната физика на звездите и мъглявините, както и някои приложни аспекти в областта на космическите дейности. Използвайки спектрални и фотометрични наблюдения се изучават процесите, протичащи в звездите в ранните етапи на тяхното развитие, в околозвездните обвивки, в отразяващите и планетарни мъглявини. Наблюденията се извършват в обсерваторията Аси-Турген.

### Лаборатория по физика на Луната и планетите
Изследват се планетите от Слънчевата система, техните атмосфери, включително тази на Земята. Изучават се също Луната и Слънцето.
Работата е фокусирана върху свойствата на атмосферата на планетите-гиганти. Разработен и прилаган е метод за зонална пространствена спектрофотометрия на планетарни дискове. В резултат на това за първи път е изследвано пространственото и времево разпределение на молекулярното поглъщане в атмосферите на Юпитер и Сатурн. Разработен е физически модел на облачните слоеве на планетите-гиганти и оптичен многослоен модел на атмосферата им, базирани на многократното разсейване на светлината. Активно се провеждат изследвания на оптичните свойства на земната атмосфера. Проучват се свойствата на активните области на Слънцето и тяхното влияние върху състоянието на магнитосферата на Земята.

### Лаборатория по космология, звездна динамика и изчислителна астрофизика
Правят се изследвания с цел да се разбере еволюцията на гравитиращите системи от различни мащаби – от звездни купове и галактики до цялата Вселена. В по-малък мащаб основният фокус е насочен върху численото моделиране на звездни купове, особено на такива, намиращи се в активни галактически ядра. Това е тема на дългогодишна работа и сътрудничество с Астрономическия изчислителен институт в Хайделберг и Националната астрономическа обсерватория в Пекин.
В по-голям мащаб се проучват произхода и същността на доминиращите фактори в еволюцията на тъмната материя и тъмната енергия, които съставляват 95% от Вселената.

### Лаборатория по ядрена астрофизика
Лабораторията по ядрена астрофизика е създадена през 2012 г. от професор доктор Сергей Дубовиченко. Работата ѝ е насочена към изучаване на термоядрените процеси във Вселената и по-специално на основните и допълнителни процеси на цикъла въглерод-азот-кислород в Слънцето и звездите.

### Лаборатория за наблюдение на изкуствени спътници на Земята
Историята на наблюденията на изкуствените спътници на Земята започва в института през 1957 г., веднага след изстрелването на първия сателит „Спутник-1“. През същата година институтът става част от мрежата от оптични станции за наблюдение на спътниците на Съветския съюз. През 1967 г. в лабораторията са извършени наблюдения на автоматичните междупланетни станции, изстреляни към Луната, Марс и Венера.
През 1991 – 1996 г., въз основа на резултатите от многобройни наблюдения, е създаден и излиза от печат „Каталог на геостационарните спътници“, който включва данни за 259 спътника. През 1999 г. е публикувано и второ издание на каталога, с информация вече за 670 изкуствени сателита. Извършва се мониторинг на геостационарните спътници, осигуряващи комуникация, навигация и телекомуникации в Русия, Централна и Югоизточна Азия.

## Ръководители на института
- 1941 – 1964 – Василий Фесенков
- 1941 – 1943 – Борис Воронцов-Веляминов
- 1964 – 1972 – Григорий Идлис
- 1974 – 1984 – Тукен Омаров
- 1987 – Б. Т. Ташенов
- 2005 – 2010 – Леонид Чечин
- 2010 – 2016 – Чингис Омаров
- 2016 – 2017 – Рашит Валиулин
- 2017 – 2020 – Асилхан Бибосинов
- От 2020 – Чингис Омаров

## Интересни факти
- Кометата 67P/Чурюмов-Герасименко, най-известна с мисията на космическия апарат Розета, е открита с един от телескопите на Астрофизичния институт „Фесенков“.[11]
- Астрофизичният институт е една от първите организации, в които в средата на 20 век се ражда новата наука астроботаника.[11]